# Malena Engström
Malena Engström (n. 3 aprilie 1967, Västerås) este o actriță suedeză.

## Filmografie
- 2005 - Wallander Wallander – Innan frosten
- 2004 - Falla vackert
- 2004 - Att sörja Linnea (TV)
- 2003 - Spung (TV)
- 2002 - Klassfesten
- 2000 - Rederiet (TV)
- 2000 - Brottsvåg (TV)